# 河南水库列表
至2007年，中国河南省共有大型水库19座，按库容量依次为丹江口水库、宿鸭湖水库、南湾水库、陆浑水库、鸭河口水库、鲇鱼山水库、白龟山水库、昭平台水库、板桥水库、薄山水库、石山口水库、白沙水库、泼河水库、孤石滩水库、窄口水库、宋家场水库、石漫滩水库、五岳水库、小南海水库、赵湾水库。
根据中华人民共和国水利部发布的《中国水库名称代码》（中华人民共和国行业标准SL259-2000）将河南省所有大型水库及中型水库列表如下：

## 大型水库
| 水库       | 水系   | 总库容 亿立方米 | 位置               | 备注 |
| ---------- | ------ | --------------- | ------------------ | ---- |
| 小浪底水库 | 黄河   | 126.50          | 洛阳市孟津县小浪底 |      |
| 三门峡水库 | 黄河   | 96.00           | 三门峡市           |      |
| 宿鸭湖水库 | 汝河   | 16.56           | 汝南县             |      |
| 南湾水库   | 狮河   | 16.30           | 信阳市             |      |
| 陆浑水库   | 伊河   | 13.20           | 嵩县田湖镇         |      |
| 鸭河口水库 | 白河   | 13.16           | 南召县             |      |
| 出山店水库 | 淮河   | 12.74           | 信阳市浉河区       | 在建 |
| 故县水库   | 洛河   | 11.75           | 洛宁县故县镇       |      |
| 鲇鱼山水库 | 灌河   | 11.06           | 商城县             |      |
| 白龟山水库 | 沙河   | 7.31            | 平顶山             |      |
| 昭平台水库 | 沙河   | 7.13            | 鲁山县             |      |
| 板桥水库   | 汝河   | 6.75            | 泌阳县             |      |
| 薄山水库   | 臻头河 | 6.20            | 确山县             |      |
| 石山口水库 | 小潢河 | 3.72            | 罗山县             |      |
| 白沙水库   | 颍河   | 2.95            | 禹州市             |      |
| 泼河水库   | 泼陡河 | 2.35            | 光山县             |      |
| 孤石滩水库 | 澧河   | 1.85            | 叶县               |      |
| 窄口水库   | 宏农涧 | 1.85            | 灵宝市             |      |
| 西霞院水库 | 黄河   | 1.62            |                    |      |
| 宋家场水库 | 泌阳河 | 1.32            | 泌阳县             |      |
| 石漫滩水库 | 滚河   | 1.20            | 舞钢市             |      |
| 五岳水库   | 青龙河 | 1.20            | 光山县             |      |
| 小南海水库 | 安阳河 | 1.08            | 安阳县             |      |
| 赵湾水库   | 赵河   | 1.07            | 镇平县             |      |

- 南谷洞水库  林州市
- 弓上水库  林州市
- 宝泉水库  辉县市
- 石门水库  辉县市
- 陈家院水库  辉县市
- 三郊口水库  辉县市
- 要街水库  辉县市
- 马鞍石水库  修武县
- 群英水库  修武县
- 正面水库  卫辉市
- 狮豹头水库  卫辉市
- 塔岗水库  卫辉市
- 沉沙池水库  卫辉市
- 夺丰水库  淇县
- 汤河水库  汤阴县
- 琵琶寺水库  汤阴县
- 彰武水库  安阳县
- 双泉水库  安阳县
- 沟水坡水库  灵宝市
- 大沟口水库  洛宁县
- 范店水库  伊川县
- 刘瑶水库  伊川县半坡乡
- 龙脖水库  陕县李村乡
- 坞罗水库  巩义市西村
- 段家沟水库  新安县铁门乡
- 陶花店水库  偃师市顾县乡
- 九龙角水库  偃师市
- 青天河水库  博爱县寨和乡
- 涧里水库  陕县
- 顺涧水库  孟州市
- 白墙水库  孟州市
- 唐岗水库  荥阳市
- 赵庄水库  桐柏县
- 尖山水库  信阳市
- 老鸦河水库  信阳市
- 王堂水库  信阳市
- 红石咀水库  信阳市
- 洪山水库  信阳市
- 顾岗水库  信阳市
- 香山水库  新县
- 老龙埂水库  潢川县
- 邬桥水库  潢川县
- 长洲河水库  新县
- 谭山水库  西平县
- 霍庄水库  泌阳县
- 火石山水库  泌阳县
- 老河水库  泌阳县
- 下宋水库  遂平县
- 竹沟水库  确山县
- 大石桥水库  商城县
- 兔子湖水库  淮滨县
- 铁佛寺水库  商城县
- 券门水库  登封市
- 少林水库  登封市
- 纸坊水库  登封市
- 纸房水库  禹州市
- 昭平台水库  鲁山县
- 米湾水库  鲁山县
- 澎河水库  鲁山县
- 虎盘水库  汝阳县
- 玉马水库  汝阳县
- 涧山口水库  汝州市
- 滕口水库  汝州市
- 马庙水库  汝州市
- 安沟水库  汝州市
- 老虎洞水库  郏县
- 何陈水库  宝丰县
- 龙兴寺水库  宝丰县
- 丁店水库  荥阳市
- 楚楼水库  荥阳市
- 河王水库  荥阳市
- 尖岗水库  郑州市
- 常庄水库  郑州市
- 李湾水库  新密市
- 老观寨水库  新郑市
- 后胡水库  新郑市
- 佛耳岗水库  长葛市
- 林七水库  民权县
- 吴屯水库  民权县
- 郑阁水库  商丘市
- 石庄水库  虞城县
- 王安庄水库  虞城县
- 重阳水库  西峡县
- 刘山水库  邓州市
- 辛庄水库  南召县
- 望花亭水库  方城县
- 石门水库  泌阳县
- 三山水库  泌阳县
- 虎山水库  唐河县
- 二郎山水库  桐柏县
- 华山水库  泌阳县
- 陡坡水库  镇平县
- 彭李坑水库  南阳市
- 打磨石岗水库  南阳市
- 太山庙水库  内乡县
- 冢岗庙水库  南阳市卧龙区
- 龙王沟水库  南阳市卧龙区
- 打么岗水库  内乡县
- 斩龙岗水库  内乡县
- 高丘水库  镇平县
- 兰营水库  南阳市卧龙区
- 廖庄水库  南召县